# Morkijały
Morkijały (ros. Моркиялы) – wieś (sieło) w Rosji, w Mari El, w rejonie wołżskim. W 2010 liczyła 178 mieszkańców.